# Cyclops navus
Cyclops navus är en kräftdjursart som beskrevs av Herrick 1882. Cyclops navus ingår i släktet Cyclops och familjen Cyclopidae. Inga underarter finns listade i Catalogue of Life.